# ایتالیا کوپولا
ایتالیا کوپولا (به انگلیسی: Italia Coppola) (زاده ۱۲ دسامبر ۱۹۱۲ - درگذشته ۲۱ ژانویهٔ ۲۰۰۴)  مادر تالیا شایر، فرانسیس فورد کوپولا و آگوست کوپولا بود.